# Agelena kiboschensis
Agelena kiboschensis är en spindelart som beskrevs av Roger de Lessert 1915. Agelena kiboschensis ingår i släktet Agelena och familjen trattspindlar. Inga underarter finns listade i Catalogue of Life.